# Chez la sorcière
Chez la sorcière je francouzský němý film z roku 1901. Režisérem je Georges Méliès (1861–1938). Film trvá zhruba dvě minuty.

## Děj
Bohatý svobodný muž navštíví vědmu, aby mu za pytel peněz vykouzlila dokonalou partnerku. Čarodějnice mu dá na výběr jednu z pěti žen a muž si jednu z nich vybere. Kouzelnice nechá zbylé čtyři ženy zmizet a odejde. Muž se ženě dvoří, ale žena se vzápětí promění v čarodějnici, která ho přemění v osla.